# Hermanas Crucificadas Adoratrices de la Eucaristía
La Congregación de Hermanas Crucificadas Adoratrices de la Eucaristía (en latín: Congregationem Sororum Crucifixarum Adorantium Eucharistiam; cooficialmente en italiano: Istituto delle Suore crocifisse adoratrici dell'Eucaristia) es una congregación religiosa católica femenina de vida apostólica y de derecho pontificio, fundada por la religiosa italiana Magdalena Notari, en Nápoles, en 1885. A las religiosas de este instituto se les conoce como hermanas crucificadas y posponen a sus nombres las siglas C.A.E.

## Historia

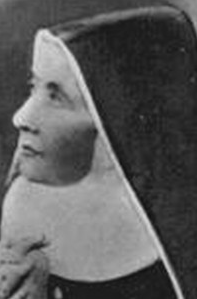
María de la Pasión (1866-1912), religiosa del instituto beatificada por el papa Francisco.

Magdalena Notari fundó, el 21 de noviembre de 1885, una congregación femenina, cuyo fin era rendir un culto especial al Santísimo Sacramento, a la Crucifixión de Jesús y a los Dolores de la Virgen. El día de la profesión religiosa cambió su nombre por María Pía de la Cruz.
El obispo de Nápoles, Guglielmo Sanfelice d'Acquavella, aprobó el instituto como una congregación de derecho diocesano, mientras que el papa Benedicto XV lo elevó al grado de instituto religiosos de derecho pontificio, mediante Decretum laudis del 10 de febrero de 1915.

## Organización
La Congregación de Hermanas Crucificadas Adoratrices de la Eucaristía es una congregación religiosa femenina, internacional y de derecho pontificio, de gobierno centralizado. A la cabeza del instituto se encuentra una superiora general, cuya sede se encuentra en Nápoles (Italia).
Las hermanas crucificadas se dedican a la adoración perpetua del Santísimo Sacramento y a otras actividades pastorales, entre estas la instrucción y educación cristiana de la infancia, especialmente los huérfanos y abandonados. Además confeccionan hostias y ornamentos litúrgicos para el servicio de la Iglesia.
En 2015, el instituto contaba con unas 158 religiosas y 16 comunidades, presentes en Filipinas e Italia.

## Personas destacadas
- María Pía de la Cruz (1847-1899), venerable, de nombre secular Magdalena Notari, fundadora del instituto;[5]
- María de la Pasión (1866-1912), beata, de nombre secular Maria Grazia Tarallo, religiosa italiana beatificada por el papa Benedicto XVI, el 14 de mayo de 2006.[6]